# Blauer Baumwaran
Der Blaue Baumwaran, Blaugefleckte Baumwaran oder MacRae's Waran (Varanus macraei) ist eine erst kürzlich entdeckte Waranart, die sehr nah mit dem Smaragdwaran verwandt ist und somit ein Vertreter der Untergattung Euprepiosaurus ist. Sie ist bis jetzt noch wenig bekannt, zumal ihre Erstbeschreibung erst 2001 publiziert wurde.

## Merkmale
Der Blaue Baumwaran ist ein großer, schlanker, bis zu 110 Zentimeter langer Waran. Das bisher längste Tier war ein Männchen und hatte eine Kopfrumpflänge von 36 Zentimetern und eine Schwanzlänge von 76 Zentimetern. Das längste Weibchen wies eine Kopfrumpflänge von 31,3 Zentimetern und eine Schwanzlänge von 59,9 Zentimetern auf. Er hat ebene, nicht gekielte Nuchalschuppen. Er ist gegenüber anderen Waranen wegen seiner teils blauen Farbe unverwechselbar. Er besitzt drei oder vier schräge, große Supraocularschuppen. Die dorsale Grundfarbe ist schwärzlich mit blauen Flecken. Die obere Kopfseite ist bläulich und die Schnauzenregion weißlich. Die Farbe des Bauches ist gräulich mit einem bläulichen Ton und braunen cranial gesehen horizontalen Streifen, welche sich in der Mitte nicht treffen. Der lange Schwanz hat 22 bis 23 blaue Bänder. Die juvenilen Tiere haben auch blaue Dorsalflecken, allerdings anders als die Adulti ohne schwarzes Zentrum. Der Bauch hat 12 bis 14 Bänder, der Schwanz ist auch gebändert. An der Spitze der Schnauze befinden sich bei Jungtieren zwei dunkle Ringzeichnungen.

## Vorkommen
Bis jetzt ist der Blaue Baumwaran nur von der Insel Batanta im Archipel Raja Ampat vor der Nordwestküste der Vogelkophalbinsel Neuguineas bekannt. Smaragdwarane fehlen dagegen auf der tropischen Insel.

## Lebensweise
In den Grundzügen ist die Lebensweise des Blauen Baumwaranes mit der des Smaragdwaranes vergleichbar: Er ist ein tagaktiver, hoch spezialisierter Baumbewohner. Er lebt wahrscheinlich carnivor, allerdings ist über Habitat und viele andere Daten bis jetzt nichts bekannt.
Ein Gelege in Gefangenschaft umfasste 3 Eier. Zwei waren 43 × 21 Millimeter groß und wogen neun Gramm, ein anderes maß 45 × 20 Millimeter und wog zehn Gramm. Bei Temperaturen von 28 bis 30 °C schlüpften die Jungtiere nach 159 Tagen.

## Geschichte
Der Blaue Baumwaran wurde in einem Import lebender Warane aus Indonesien nach Deutschland entdeckt. Der adulte, weibliche Holotypus befindet sich momentan im Zoologischen Forschungsinstitut und Museum Alexander Koenig in Bonn.
Im Juli 2008 gelang dem Kölner Zoo als zweiten Zoo nach Pilsen die Zucht der seltenen Tiere.